# منكسفة منقطة
منكسفة منقطة (الاسم العلمي:Eclipta punctata) هي نوع من النباتات تتبع جنس المنكسفة من الفصيلة النجمية.